# Клай, Иоганн (старший)
Иоганн Клай, Клай Старший, Клаюс (нем. Johannes Clajus; 24 июня 1535 — 11 апреля 1592) — немецкий филолог, пастор и школьный учитель. В истории развития немецкой грамматики занимает видное место его сочинение «Grammatica germanicae linguae» (Лейпциг, 1578), плод 20-летнего труда.

## Биография
Иоганн Клай родился в неимущей семье Антона и Катарины, урожденной Шикрат, и рос в стесненных условиях: его отец умер рано, оставив семью в бедности. Благодаря открытию курфюрстом Саксонии Морицем нескольких новых государственных школ, ему удалось поступить на обучение сначала в одну из этих школ в Гримме, а затем в Лейпцигский университет.
Во время учебы в 1558 году он женился на Анне Штарке, поэтому сразу после учебы Клай стал искать возможность самостоятельно зарабатывать. Он последовательно работал в Херцбургской латинской школе (1568—1560), в протестантской школе в Гольдберге (1560—1568) и во Франкенштайне в 1569 году. В 1569 году Клай поступил в Виттенбергский университет и через два года стал магистром богословия. Получив степень, ему удалось сначала стать директором городской школы в Нордхаузене, а затем пастором в Бенделебене в 1573 году, где и работал над своими трудами до конца жизни.
В 1578 году Клай закончил работу над своим самым известным трудом — Grammatica germanicae linguae. Сочинение является одним из самых ранних и тщательных описаний немецкого языка, в дальнейшем оно послужило ценным источником для лингвистов и историков, изучающих развитие немецкого языка.